# Fröbersgrün
Fröbersgrün ist ein Ortsteil der Gemeinde Rosenbach/Vogtl. im sächsischen Vogtland. Das zur Ortschaft Syrau gehörende Dorf wurde am 1. Januar 1994 nach Syrau eingemeindet, mit dem es am 1. Januar 2011 zur Gemeinde Rosenbach/Vogtl. kam. Bis 1952 gehörte Fröbersgrün zum Land Thüringen.

## Geographie

### Geographische Lage
Fröbersgrün ist der nördlichste Ortsteil der Gemeinde Rosenbach/Vogtl. Er grenzt im Westen, Norden und Osten an Thüringen. Durch die Ortsflur fließt der in die Weiße Elster entwässernde Triebitzbach und zwei seiner Zuflüsse.
Fröbersgrün liegt im Nordwesten des Vogtlandkreises und im sächsischen Teil des Vogtlands, an der Grenze zum Thüringischen Vogtland, zu welchem der Ort bis 1952 gehörte. Geographisch befindet sich das Dorf im Zentrum des Naturraums Vogtland (Übergang vom Thüringer Schiefergebirge ins Mittelvogtländische Kuppenland).

### Nachbargemeinden
Fröbersgrün grenzt an einen weiteren Ortsteil der Gemeinde Rosenbach/Vogtl. und einen Stadtteil der Stadt Plauen im sächsischen Vogtlandkreis sowie an zwei Stadtteile der Stadt Zeulenroda-Triebes und einen Stadtteil der Stadt Greiz im thüringischen Landkreis Greiz.
|                                | Arnsgrün (Zeulenroda-Triebes)               | Schönbach (Greiz)   |
| Frotschau (Zeulenroda-Triebes) | Kompassrose, die auf Nachbargemeinden zeigt | Steinsdorf (Plauen) |
|                                | Syrau                                       |                     |

## Geschichte

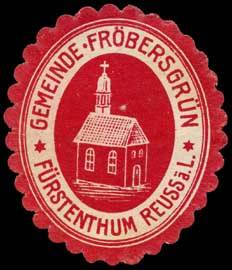
Siegelmarke der Gemeinde Fröbersgrün zwischen 1850 und 1923

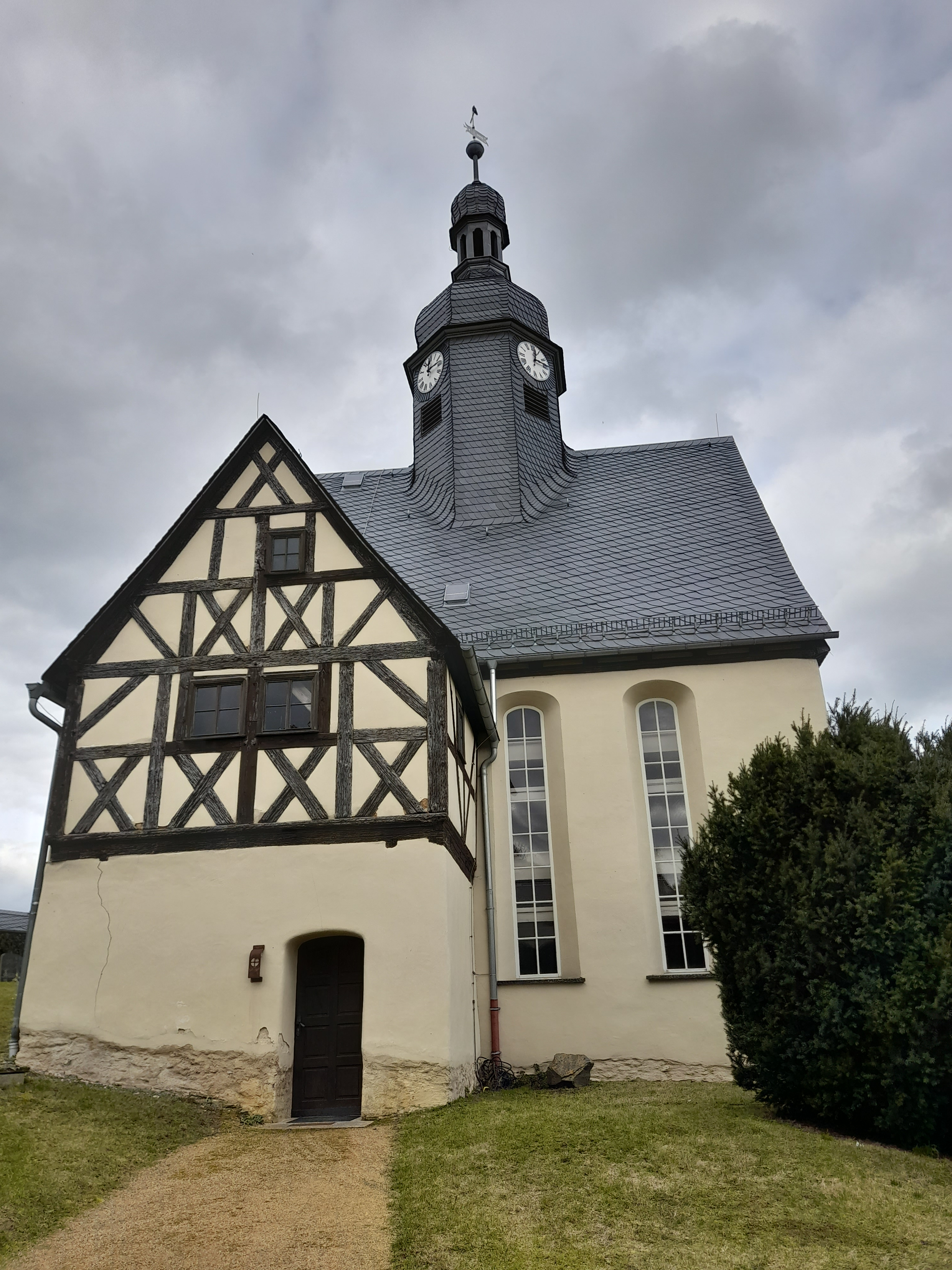
Ev.-luth. Kirche Fröbersgrün

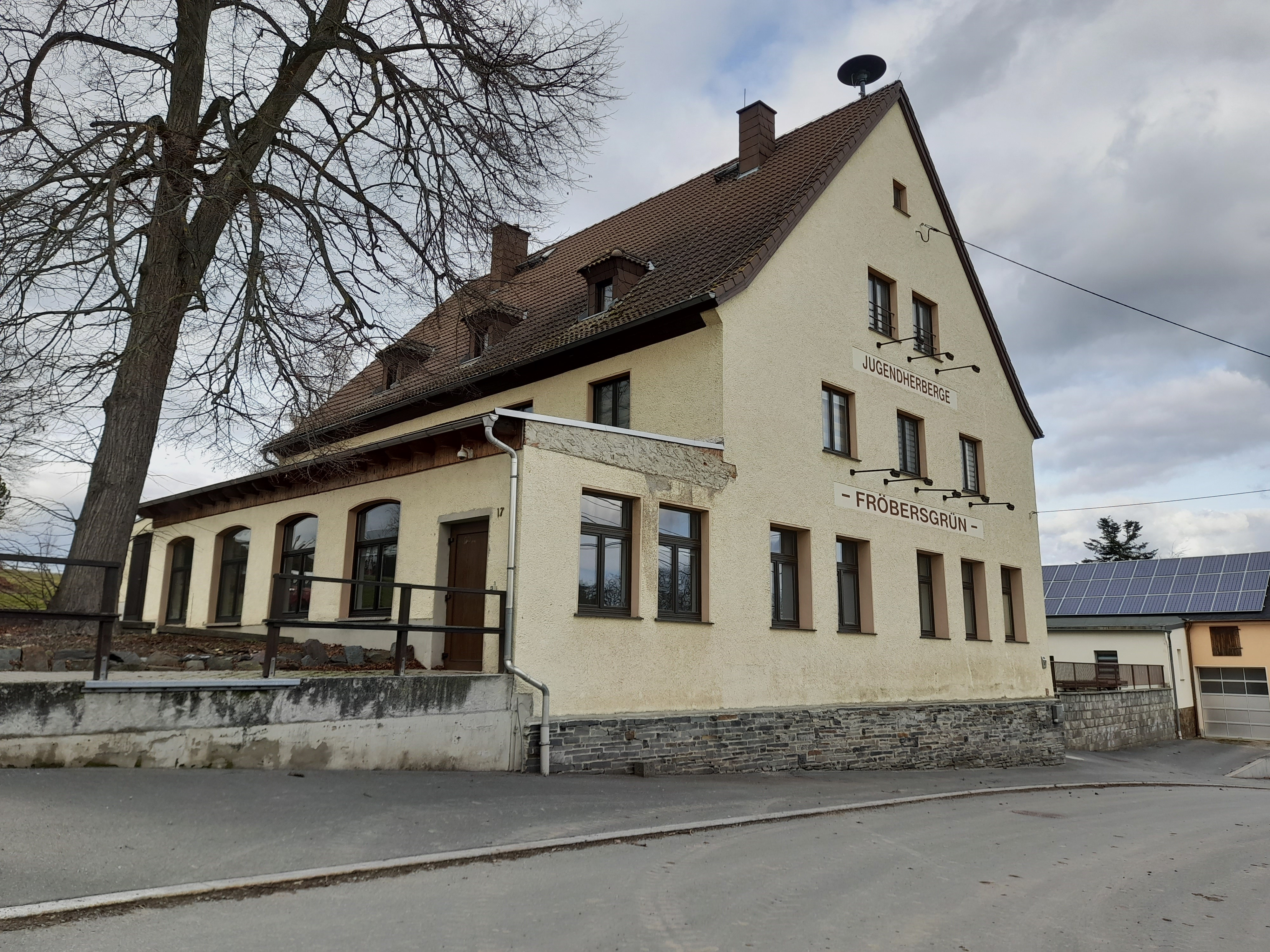
Jugendherberge Fröbersgrün

Das Waldhufendorf Fröbersgrün wurde im Jahr 1366 erstmals urkundlich als Fröberssgrun erwähnt, als von den Lobdeburgern auf dem nach dem Vogtländischen Krieg wieder aufgebauten Schloss Elsterberg ein neuer Altar geweiht wurde. Der Kaplan von Fröbersgrün wurde neben weiteren Personen in zu besonderem Gehorsam verpflichtet. Die Kirche des Orts wurde vermutlich im 13. Jahrhundert errichtet. In Schönbacher Chronik ist das Erbauungsjahr einer Kapelle Fröbersgrün mit Bernsgrün 1372 genannt. Fröbersgrün pfarrte bis dahin zur Abtei Schönbach, davor zur Probstei Elsterberg. Ihr romanischer Ursprung ist trotz mehrerer Um- und Anbauten bis heute erkennbar. Das Gotteshaus wurde im Jahr 1475 den Heiligen Peter und Paul geweiht. Die Einführung der Reformation erfolgte im Jahr 1527.
Im Jahr 1394 starb die Elsterberger Linie der Lobdeburger aus. In diesem Jahr erschien Fröbersgrün erstmals als Besitz der reußischen Herrschaft Greiz, während der Ort kirchlich noch bis 1555 von Elsterberg aus verwaltet wurde. Nach der Teilung der Herrschaft Greiz im Jahr 1449 gehörte Fröbersgrün zunächst zur Herrschaft Greiz-Hinterschloss, später zur Herrschaft Obergreiz. Durch eine weitere Teilung gehörte der Ort als Teil von Obergreiz ab 1564 zu Reuß mittlerer Linie, welche durch Erlöschen seit 1616 zu Reuß älterer Linie (Fürstentum seit 1778), Unterlinie Reuß-Dölau, kam. Anschließend gehörte Fröbersgrün ab 1636 zu Reuß-Burgk, ab 1643 zu Reuß-Obergreiz und 1694 zu Reuß-Dölau. Politisch wurde der Ort seit 1616 durch das Amt Dölau verwaltet, welches im Jahr 1698 aufgelöst und mit dem Amt Obergreiz vereinigt wurde. Seit 1812 war wieder das neu errichtete Amt Dölau für Fröbersgrün zuständig. Die Ämter Obergreiz, Untergreiz und Dölau wurden aufgrund einer landesherrlichen Verordnung vom 25. November 1854 mit Wirkung vom 1. März 1855 zum Justizamt Greiz vereinigt. Im Rahmen der Trennung der Rechtsprechung von der Verwaltung wurde am 1. Oktober 1868 ein Landratsamt in Greiz für das gesamte Fürstentum Reuß älterer Linie eingerichtet.
Die Vereinigung der Rittergutsgemeinde (Gut und Häuslergruppe) mit der Amtsgemeinde Fröbersgrün erfolgte auf Grundlage eines Regierungsbeschlusses vom 16. Mai 1873. Das Rittergut Fröbersgrün besaß bis dahin eine eigene Patrimonialgerichtsbarkeit. Der davon betroffene Besitzer Johann Anton Ludwig Schultz (seit 1837) hatte zuvor einen Antrag, jedoch ohne Erfolg, auf Exkommunalisierung gestellt. Es wurde erstmals im Jahr 1525 erwähnt, als damit Ambrosius von Uttenhofen durch Heinrich Reuß von Plauen d. J. belehnt wurde. Seit diesem Zeitpunkt gab es zahlreiche Erwähnungen und mehrere Besitzerwechsel.
Zur Rittergutsgemeinde Fröbersgrün gehörten neben dem Gutsgebäude (heute: Postplatz 3 und 4) neun Häusleranwesen nahe der Kirche (Postplatz 1, 2 und 5, Ortsstraße 8, 11, 12, 13, 14 und ein 1911 abgerissenes Gebäude auf dem Postplatz). Das Rittergut befindet sich seit 1796 bis in die Gegenwart bereits in der 7. Generation im Besitz der gleichen Familie. Im Jahr 1902 erhielt Fröbersgrün ein neues Schulgebäude, welches bis 1968 als solches diente. Bereits im Jahr 1560 wurde erstmals ein Lehrer und eine Schule in Fröbersgrün erwähnt.
Nach der Novemberrevolution 1918 gehörte Fröbersgrün zum Freistaat Reuß ä. L., der sich aber schon 1919 mit dem Freistaat Reuß j. L. zum Volksstaat Reuß mit der Hauptstadt Gera vereinigte, der wiederum 1920 im Land Thüringen aufging. Fröbersgrün gehörte seit 1919 zum Bezirksverband Greiz, der aus dem Landratsamt Greiz in veränderter Abgrenzung hervorging. Nachdem 1920 das neue Land Thüringen gegründet worden war, kam es 1922 zu einer umfassenden Gebietsreform. Fröbersgrün wurde dem Landkreis Greiz angegliedert.
Durch die zweite Kreisreform in der DDR wurde Fröbersgrün am 25. Juli 1952 zunächst dem Kreis Zeulenroda im Bezirk Gera angegliedert. Wegen der schlechten Erreichbarkeit des Kreissitzes Zeulenroda stellte die Gemeindevertretung den Antrag, den Ort in den Kreis Plauen-Land im Bezirk Chemnitz (1953 in Bezirk Karl-Marx-Stadt umbenannt) aufzunehmen. Die Umgliederung erfolgte zum 4. Dezember 1952. Während die thüringischen Nachbarorte von Fröbersgrün wie auch die 1952 in den Bezirk Gera umgegliederten einst sächsischen Orte der Gegenden Pausa, Mühltroff und Elsterberg nach 1990 den Wunsch äußerten, nach Sachsen umgegliedert zu werden, hätte Fröbersgrün andererseits die Möglichkeit gehabt, wieder thüringisch zu werden. Letztendlich erfolgte lediglich die Rückgliederung der meisten einst sächsischen Orte von Thüringen nach Sachsen. Die Gemeinde Fröbersgrün hingegen kam im Jahr 1990 zum sächsischen Landkreis Plauen, der 1996 im Vogtlandkreis aufging. Kirchlich gehört der Ort allerdings bis heute zur evangelisch-lutherischen Kirchgemeinde Bernsgrün–Fröbersgrün–Schönbach, die zur Evangelischen Kirche in Mitteldeutschland (vormals: Evangelisch-Lutherische Kirche in Thüringen) gehört.
Am 1. Januar 1994 schloss sich die bis dahin eigenständige Gemeinde Fröbersgrün freiwillig der Gemeinde Syrau an. Zusammen mit Syrau gehört der Ort seit 1. Januar 2011 als Ortschaft Syrau zur Gemeinde Rosenbach/Vogtl.

### Entwicklung der Einwohnerzahl
| Jahr | Einwohnerzahl |
| ---- | ------------- |
| 1811 | 49 Häuser     |
| 1867 | 436           |
| 1895 | 308           |
| 1910 | 349           |
| 1939 | 322           |
| 1946 | 469           |
| 1950 | 436           |
| 1964 | 324           |
| 1990 | 224           |
| 2011 | 220           |

## Öffentlicher Nahverkehr
Fröbersgrün ist mit der vertakteten RufBus-Linie 46 des Verkehrsverbunds Vogtland an Syrau angebunden. Dort besteht Anschluss zur TaktBus-Linie 42 nach Plauen. 
Außerdem bedient die PRG Greiz den Ort mit Rufbussen, die nach Elsterberg führen und dort Anschluss nach Greiz bieten.

## Persönlichkeiten

### Söhne und Töchter des Ortes
- Christoph Samuel John (1747–1813), Missionar
- Johann Anton Ludwig Schulz (1850–1937), Rittergutsbesitzer und Politiker

### Vor Ort haben gewirkt
- Hermann Spörl (1863–1940), Pfarrer in Fröbersgrün und Politiker
- Paul Söllner (1877–1947), der „Vogtlandmaler“ wohnte von 1911 bis zu seinem Tod hier.